# Habsburg–Toscanai János Szalvátor főherceg
Habsburg–Toscanai János Szalvátor (ismert még mint Ausztriai János Szalvátor főherceg, választott polgári nevén Johann Orth, németül: Johann Salvator von Österreich-Toskana, olaszul: Giovanni Salvatore d'Asburgo-Lorena; Firenze, 1852. november 25. – eltűnt a tengeren 1890. július 12.), a Habsburg–Lotaringiai-ház toscanai ágából származó osztrák főherceg, II. Lipót toszkánai nagyherceg és Bourbon–Szicíliai Mária Antónia gyermeke, egyben a Császári és Királyi Hadsereg katonatisztje, majd a Habsburg-családból való kiválását követően hajóskapitány, aki 1890. július 12-én hajóval a Horn-fok körül tisztázatlan körülmények között tűnt el a fedélzet teljes legénységével és feleségével együtt. Utóélete számos írót, köztük Verne Gyula, Jókai Mór és Dékány Andrást is megihlette.

## Élete

### Származása, testvérei

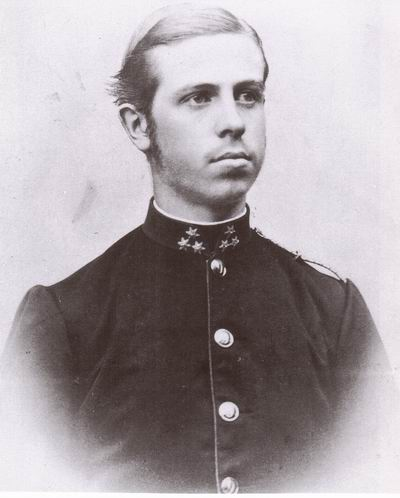
Az ifjú János Szalvátor

János Szalvátor főherceg 1852. november 25-én született Firenzében, a Toszkánai Nagyhercegség fővárosában, a nagyhercegi Poggio Imperiale kastélyban.

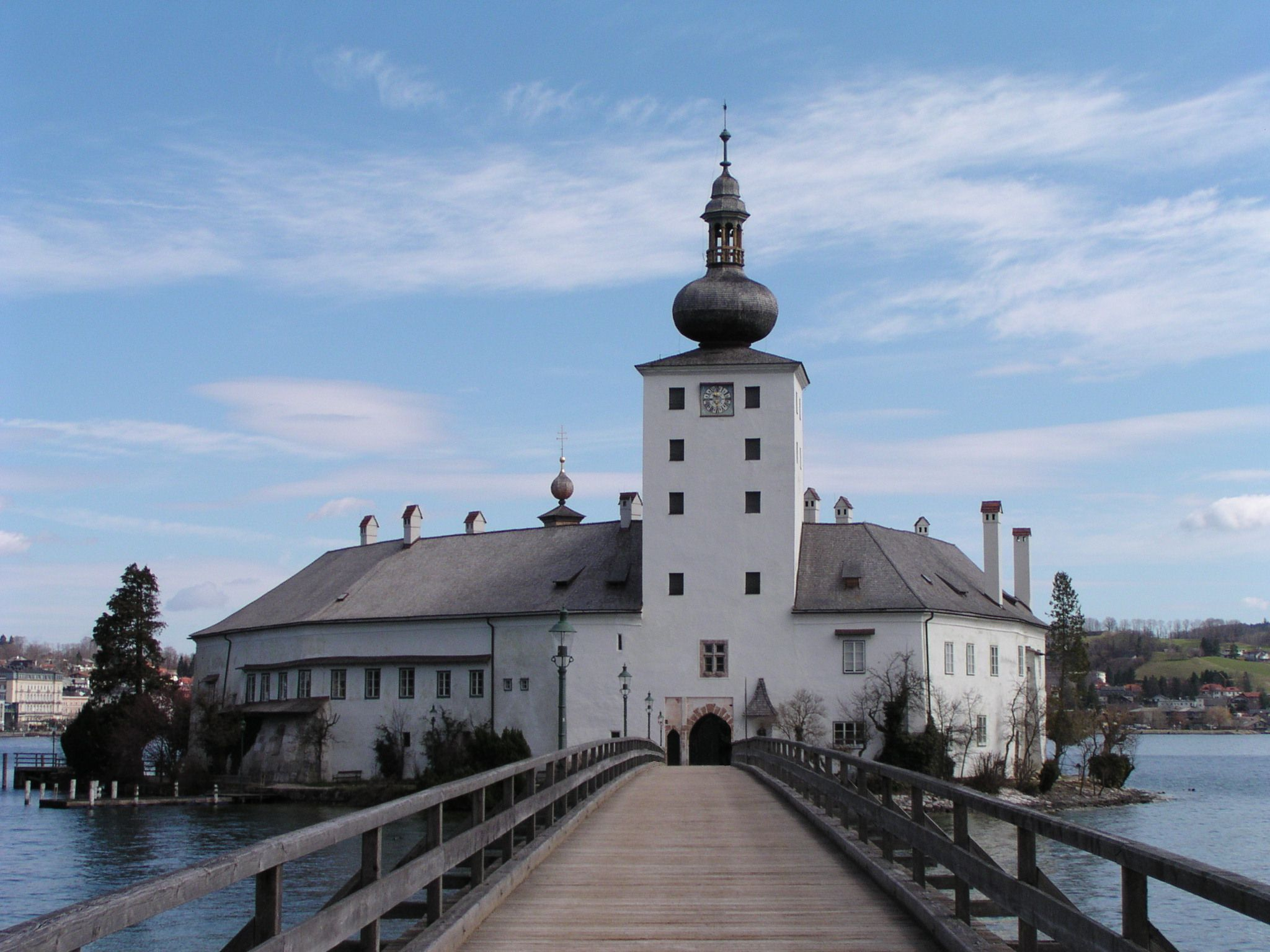
Schloss Ort, Gmunden, Felső-Ausztria.

Édesapja a Habsburg–Lotaringiai-ház toszkánai ágából származó II. Lipót toszkánai nagyherceg (1797–1870) volt, III. Ferdinánd nagyhercegnek (1769–1824) és első feleségének, a nápolyi Bourbon-házból való Lujza Mária Amália nápoly–szicíliai királyi hercegnőnek (1773–1802) fia.
Édesanyja Lipót második felesége, a nápolyi Bourbon (Borbone) házból való Mária Antónia nápoly–szicíliai királyi hercegnő (1814–1898) volt, I. Ferenc (Francisco Gennaro) nápoly–szicíliai király (1777–1830) és Mária Izabella spanyol infánsnő (1789–1848) leánya.
Apjának első házasságából, amelyet 1856-ban Mária Anna Karolina szász királyi hercegnővel (1799–1832), Miksa szász herceg (1759–1838) leányával kötött, három gyermek született, János Szalvátor féltestvérei: 
- Mária Karolina főhercegnő (1822–1841), fiatalon meghalt.
- Auguszta Ferdinanda (Auguste Ferdinande) főhercegnő (1825–1864), aki Luitpold herceghez (1821–1912), Bajorország későbbi régenséhez ment feleségül. Fia, Lipót Miksa herceg (1846–1930) később Gizella főhercegnőt, Ferenc József császár legidősebb leányát vette feleségül.
- Maximiliána főhercegnő (1827–1834), gyermekként meghalt.

Első feleségének halála után), II. Lipót herceg 1833. június 7-én feleségül vette Mária Antónia nápoly–szicíliai királyi hercegnőt (1814–1898), I. Ferenc nápoly–szicíliai király (1777–1830) és Mária Izabella spanyol infánsnő (1789–1848) leányát. A második házasságból tíz gyermek született, köztük János Szalvátor volt a legfiatalabb:
1. Mária Izabella főhercegnő (1834–1901), aki a Bourbon-házból való Francesco di Paolához, Trapani grófjához, I. Ferenc nápoly–szicíliai király fiához ment férjhez.
2. Ferdinánd Szalvátor főherceg (1835–1908), IV. Ferdinánd néven Toszkána utolsó (címzetes) nagyhercege.
3. Mária Terézia főhercegnő (1836–1838) kisgyermekként meghalt.
4. Mária Krisztina (1838–1849) gyermekként meghalt.
5. Károly Szalvátor főherceg (1839–1892), aki Mária Immakuláta Klementina nápoly–szicíliai királyi hercegnőt (1844–1899) vette feleségül.
6. Mária Anna főhercegnő (1840–1841) kisgyermekként meghalt.
7. Rainer főherceg (1842–1844) kisgyermekként meghalt.
8. Mária Lujza főhercegnő (1845–1917), aki 1865-ben V. Károly isenburg–büdingeni herceghez (1838–1899) ment feleségül.
9. Lajos (Ludwig) Szalvátor főherceg (1847–1915), neves tengerkutató .
10. János Szalvátor főherceg (1852–1890), polgári nevén Johann Orth hajóskapitány).

### Ifjúsága
Gianni, anyjának legkisebb és legkedvesebb gyermeke 1859-ben, a szárd–francia–osztrák háború küszöbén hétéves volt, amikor Firenzében Ausztria-ellenes felkelés tört ki. Apja, Lipót nagyherceg lemondott és családjával együtt elmenekült országából. A család Ausztriába költözött, Salzburgban éltek.
János Szalvátor főherceg 1865-ben hadnagyként kezdte katonai pályafutását a császári-királyi haderőben. Gyorsan emelkedett a ranglétrán. 1867-ben századossá (Hauptmann) lépett elő, már a császári és királyi haderőben. Apjának halála (1870) után Ferenc József császár a nagybátyját, Albert főherceg tábornagyot nevezte ki a fiú törvényes képviselőjének és gondviselőjének. Albert főherceg kemény katona volt és kiváló hadvezér, de konzervatív gondolkodása szöges ellentétben állt János Szalvátor csapongó, színes fantáziájával, a művészetek iránti rajongásával. A tábornagy–főherceg nem értékelte a fiú zenei tehetségét sem. Az ifjú „Gianni” már igen fiatalon megkomponált egy keringőt. Szerzeményét ifj. Johann Strauss nyilvánosan is előadta. A Johann Traunwart álnéven szereplő zeneszerző valódi kilétét eltitkolták. Az Assassinok című balettnek ő írta a szövegét és maga írta a jelenetet, amelyben Rudolf trónörökössel a bécsi Burgban leleplezi egy Bastian nevű spiritiszta csalását.
1872-ben őrnagyi, 1874-ben alezredesi rangra emelkedett, majd 1876-1878 között Komáromban állomásozott mint ezredes. 27 éves korában, 1879-ben egy gyalogdandár parancsnokaként részt vett a boszniai hadjáratban (Lásd: Bosznia-Hercegovina annexiója), és még ugyanebben az évben altábornaggyá léptették elő.
Szoros és bizalmas barátság fűzte Rudolf főherceghez, a Monarchia trónörököséhez. Valószínűleg János Szalvátor adta Rudolfnak az ötletet ahhoz „Az Osztrák–Magyar Monarchia írásban és képben” („Die österreichisch-ungarische Monarchie in Wort und Bild)” című díszes kiállítású könyvsorozathoz, amelynek köteteit 1887–1902 között adták ki, és amit a koronaherceg főművének (Kronprinzenwerk) is neveztek. A Monarchia országait, tájait és népeit bemutató, gazdagon illusztrált mű írásában, szerkesztésében János Szalvátor szerzőként is közreműködött.
Johann Szalvátor a felső-ausztriai Gmunden közelében, az Orth kastélyban lakott. (A név mai írásmódja: Schloss Ort). A Habsburg-család toszkánai tagjaihoz hasonlóan ő is progresszív, liberális és antiklerikális felfogású fiatalember volt. Emiatt – akárcsak hasonló gondolkodású barátja, Rudolf trónörökös – egyre gyakrabban került összeütközésbe a bécsi udvarral és a császári kormányzattal.

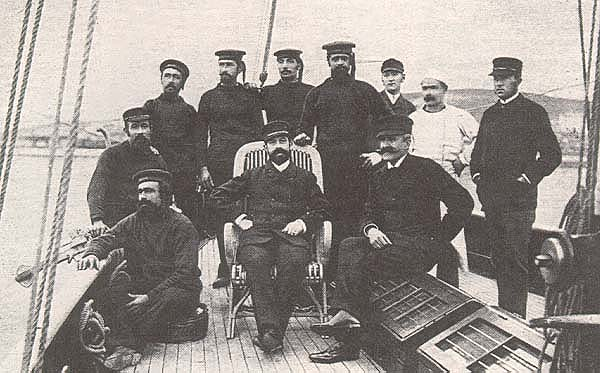
Johann Orth kapitány a „Bessie” gőzhajó fedélzetén

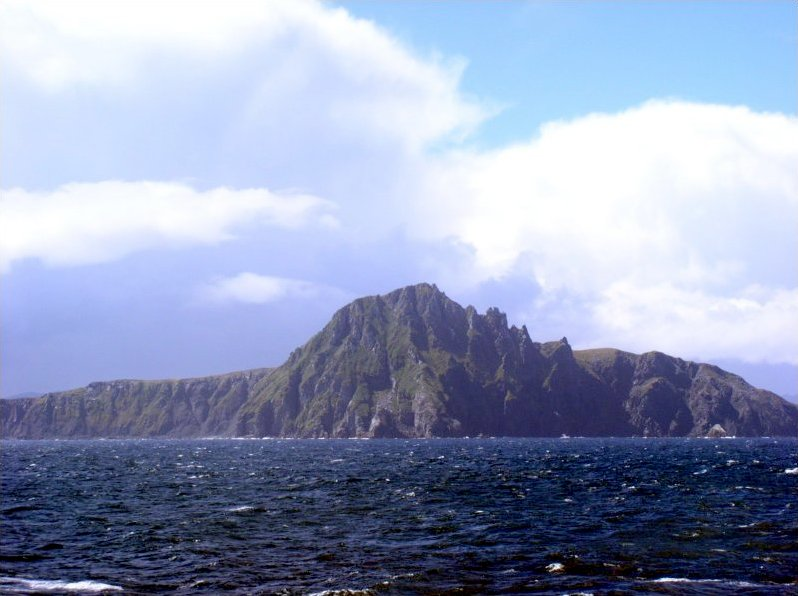
A Horn-fok

### Kiválása a császári családból
1886-ban, I. Sándor bolgár fejedelem halála (a Battenbergi-ház kihalása) után János Szalvátornak felajánlották Bulgária koronáját, de ő visszautasította. 1887-ben kilépett a császári és királyi hadsereg kötelékéből.
Barátjának, Rudolf trónörökösnek 1889 januárjában elkövetett öngyilkossága, és a tragédiát követő könyörtelen eltussolási akció mélyen megrendítette János Szalvátort. Bejelentette, hogy önként lemond a hadseregben viselt rangjáról, főhercegi címéről, a trónöröklési sorban elfoglalt helyéről, valamint a főhercegi címmel járó összes előjogról és pénzbeli járandóságról („a főhercegi apanázsról”) is. Kivált a császári családból, és felvette a polgári Johann Orth nevet. A volt főherceg még ugyanebben az évben régi szeretőjével, Ludmilla („Milli”) Stubellel, a Bécsi Opera közrendű származású balett-táncosnőjével együtt Angliába utazott, ahol összeházasodtak. A Habsburg–Lotaringiai-ház szigorú családi rendelkezései szerint kitaszítottá vált, többé nem térhetett vissza az Osztrák–Magyar Monarchia területére.

### Eltűnése
Johann Orth Hamburgban – más forrás szerint Fiuméban megszerezte a hajóskapitányi oklevelet, megvásárolta a „Santa Margherita” nevű kereskedelmi gőzhajót. Ennek fedélzetén világ körüli utazásra indult feleségével együtt. Az út első állomása a La Plata folyó torkolatvidékére vezetett, Uruguay és Argentína között, majd Chile felé indultak tovább. Ekkor látták őket utoljára.
A hajó nem érkezett meg, roncsai sem kerültek elő. A megindult vizsgálatok azt valószínűsítették, hogy a „Santa Margherita” 1890. július 12-én a Horn-fok körül tomboló téli vihar során süllyedhetett el, a kelet-patagóniai Cabo Tres Puntas környékén. A legénység és az utasok, köztük Orth kapitány és felesége feltehetően tengerbe vesztek. Anyja, Mária Antónia hercegnő sohasem adott hitelt legkedvesebb fia halálhírének, és nem is viselt gyászt érte. 1911-ben Johann Orth-ot hivatalosan is holttá nyilvánították. Hagyatékát 1912–13-ban Berlinben elárverezeték. Halálának körülményei máig tisztázatlanok maradtak.

## Utóélete
Jules Verne nagyra becsülte a főherceget; Sándor Mátyás figurájában sok hasonlóság található János Szalvátorral (és bátyjával, a természetbúvár Lajos Szalvátorral). Jókai Mórt is megragadta a főherceg alakja. „Ahol a pénz nem Isten” című regényébe az ő történetét illesztette bele. Dékány András egyik regényében (Az elveszett sziget) „megfejtette” a főherceg eltűnésének rejtélyét: eszerint egy osztrák hadihajó vonta tűz alá a hajóját és süllyesztette el.
2007 márciusában a felső-ausztriai sajtóban hírek jelentek meg egy norvég bíróság ítéletéről, amely kimondta volna, hogy Johann Orth valójában nem halt meg 1890-ben, hanem Alexander Hugo Köhler álnéven Norvégiában telepedett le, utódai születtek, és 1945-ben itt hunyt el. Az önjelölt utódok, Henrik Danielsen és Frantz Köhler Nilsen a számukra kedvező ítéletre támaszkodva igényt jelentettek be a főherceg örökségére (elsősorban a gmundeni Ort várra). A bizonyítás érdekében genetikai vizsgálatoknak is hajlandók voltak alávetni magukat. Amikor azonban tájékozódtak az exhumálás és a DNS-elemzés várható költségeinek nagyságáról, az állítólagos örökösök felfüggesztették követelésüket.

## Művei
- Geschichte des k. k. Linien-Infanterie Regiments Nr. 12, 2 kötetben, 1877–80.
- Drill oder Erziehung, 1883
- Einblicke in den Spiritismus, 1884
- Betrachtungen über die Organisation der österreichischen Artillerie, Bécs, 1875

## További irodalom
- Friedrich Weißensteiner: Johann Orth, Ein Aussteiger aus dem Kaiserhaus, Bécs, 1985 körül
- Giovanni Baldasseroni: Leopoldo II Granduca di Toscana e i suoi tempi (II. Lipót toszkánai nagyherceg és kora), Firenze, 1871
- Sigrid-Maria Größing: Glück und Unglück im österreichischen Kaiserhaus, Verlag Amalthea ISBN 978-3-85002-633-8
- Alain Decaux: La disparition de Jean-Salvator de Toscane
- A Pallas nagy lexikona

## Szépirodalom
- ?. Orth János tragédiája. A főherceg, akit elnyelt a tenger…, ford. Fóthy János, Budapest: Légrády (1923)
- Wolfgang Bauer: Die Kantine. Capriccio à la Habsburg, színmű, 1993. Megjelent a szerző összegyűjtött műveinek 8. kötetében: Színművek 1988–1995, Graz, Droschl 1996.